# Teuthraustes lojanus
Espèce
Synonymes
- Chactas lojanus Pocock, 1900

Teuthraustes lojanus est une espèce de scorpions de la famille des Chactidae.

## Distribution
Cette espèce est endémique de la province de Loja en Équateur,. Elle se rencontre vers Loja.

## Description
Le mâle syntype mesure 66 mm et la femelle 66 mm.

## Systématique et taxinomie
Cette espèce a été décrite sous le protonyme Chactas lojanus par Pocock en 1900. Elle est placée dans le genre Teuthraustes par Kraepelin en 1912.

## Étymologie
Son nom d'espèce lui a été donné en référence au lieu de sa découverte, Loja.

## Publication originale
- Pocock, 1900 : Some new or little-known Neotropical scorpions in the British Museum. Annals and Magazine of Natural History, sér. 7, vol. 5, p. 469–478 (texte intégral).